# Stern der Völkerfreundschaft

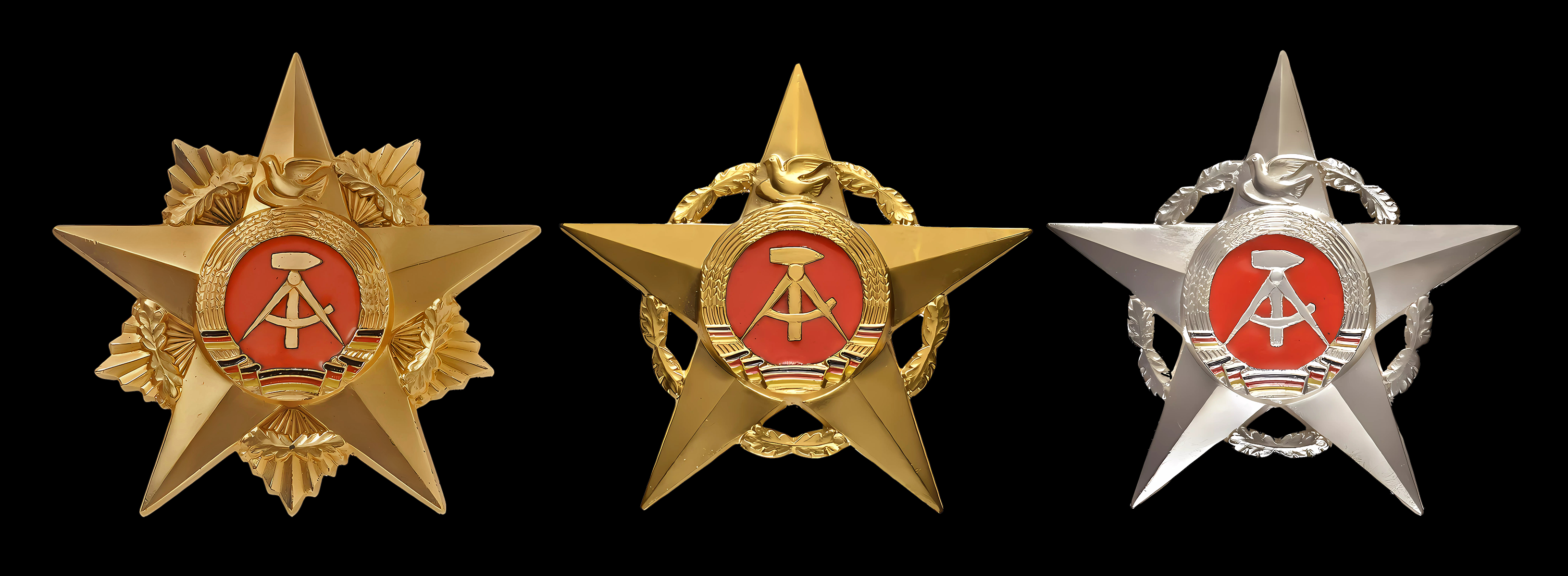
Stern der Völkerfreundschaft: Großer Stern, Stern in Gold, Stern in Silber

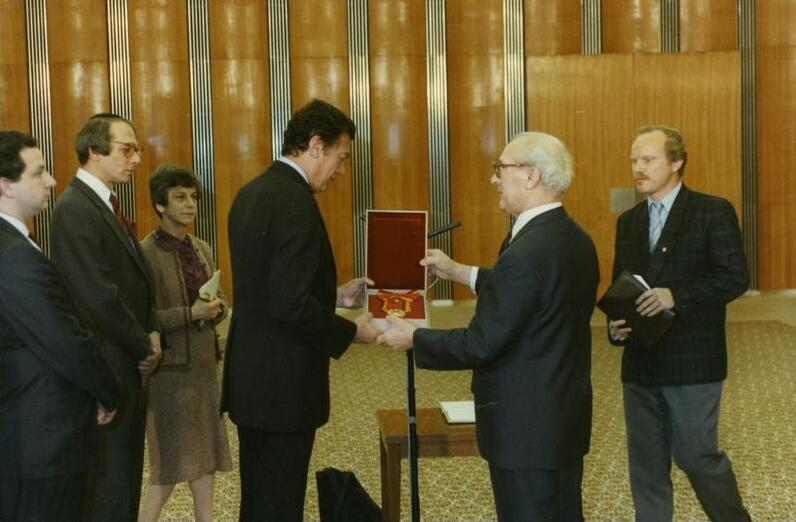
Verleihung des Großen Sterns der Völkerfreundschaft an Edgar Miles Bronfman durch Erich Honecker, 1988

Der Stern der Völkerfreundschaft  war eine staatliche Auszeichnung  der Deutschen Demokratischen Republik (DDR), welche in Form eines Verdienstordens verliehen wurde.

## Geschichte
Er wurde am 20. August 1959 gestiftet und diente der „Würdigung außerordentlicher Verdienste um die Deutsche Demokratische Republik, um die Verständigung und die Freundschaft der Völker und um die Erhaltung des Friedens“.

## Stufeneinteilung
Der Stern der Völkerfreundschaft wurde in drei Klassen verliehen:
1. Großer Stern der Völkerfreundschaft
2. Stern der Völkerfreundschaft in Gold
3. Stern der Völkerfreundschaft in Silber

Der Große Stern wurde mindestens 163 Mal verliehen und ist damit einer der am seltensten verliehenen Orden der DDR.

## Aussehen und Trageweise

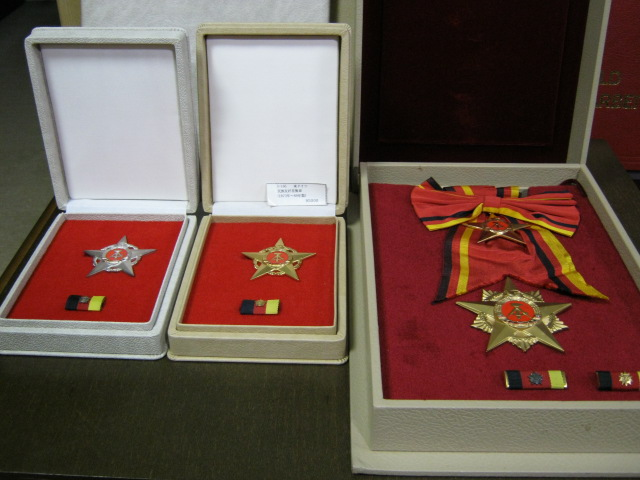
„Stern der Völkerfreundschaft“ in den Klassen Silber und Gold, daneben „Großer Stern der Völkerfreundschaft“. (v.l.n.r.)

Das Ordenszeichen besteht aus einem fünfzackigen Stern mit dem DDR-Emblem im Zentrum, auf dem Ährenkranz befindet sich eine symbolische Friedenstaube nach Pablo Picasso.
Die Sterne der Völkerfreundschaft in Gold sowie in Silber waren Steckauszeichnungen, die auf der linken Brust zu tragen waren, und zwar oberhalb aller anderen Auszeichnungen der DDR mit Ausnahme der Medaille „Goldener Stern“  zum Ehrentitel „Held der DDR“. 
Der Große Stern der Völkerfreundschaft wurde ähnlich einem Großkreuz als Insigne an einem 2,50 m langen Schulterband plus einem goldenen Bruststern getragen, für weibliche Empfänger gab es auch eine Damenmasche.
Für jede der drei Stufen gab es eine eigene Interimsspange.

## Träger des Ordens (Auswahl)
| - 1963: Eva Schmidt-Kolmer (Großer Stern) - 1964: Manfred Gerlach - 1965: Otto Winzer (Gold), Josip Broz Tito - 1967: Hermann Matern - 1968: Lothar Bolz - 1969: Ernst Goldenbaum, Paul Scholz, Emil Fuchs - 1970: Franz Dahlem, Anna Seghers, Paul Wandel - 1972: Greta Kuckhoff (Gold), Dmitri Schostakowitsch (Gold), Kollektiv der Gesellschaft für Deutsch-Sowjetische Freundschaft (Großer Stern) - 1974: Albert Norden, Carlos Contreras Labarca (Gold) - 1975: Otto Winzer (Großer Stern), Kollektiv der MS Völkerfreundschaft - 1976: Paul Scholz, Hermann Budzislawski, Hans Mahle - 1976: Walter Hollitscher - 1977: Franz Dahlem, Karl Mewis, Erwin Kramer, Harry Thürk, Genia Nobel (Silber) - 1978: Auguste Cornu, Willy Rumpf, Kurt Seibt - 1979: Jürgen Kuczynski, Albert Norden (Großer Stern), Paul Dessau (Gold), Hans Pischner (Gold) - 1980: Käthe Kern, Otto Funke - 1981: Heinz Oelzner (Silber) - 1982: Hilde Benjamin, Harald Hauser (Gold), Arnold Zimmermann (Gold) - 1983: Kurt Seibt, Erich Arendt, Paul Roscher, Günter Nobel (Silber), Wolfgang Vogel - 1984: Walter Bartel, Wolfgang Junker (Gold), Arthur Ploog (Silber), Alexander Schalck-Golodkowski (Großer Stern), Erich Rost (Gold), Roswitha Trexler (Silber) - 1985: Peter Florin, Alfred Lemmnitz, Kurt Liebknecht, Dean Reed, Patricio Bunster (Gold), Günter Nobel (Gold), Herbert Süß (Silber) - 1986: Eberhard Heinrich, Paul Verner, Dr. Klaus Löblich (Gold) - 1986: Otto Prokop (Gold), Petar Tantschew, Aleksi Iwanow, Angel Dimitrow - 1987: Klaus Gysi (Großer Stern), Karl Kleinjung (Gold), Walter Heynowski (Gold), Otmar Suitner, Annelie Löblich (Gold), Klaus G. Beyer (Silber) - 1988: Lotte Ulbricht (Großer Stern), Edgar Miles Bronfman (Großer Stern), Paula Acker, Heinz Galinski, Birgit Fischer (Großer Stern), Lutz Heßlich (Großer Stern), Martin Flämig, Nelson Mandela, Marie Torhorst (Großer Stern) - 1989: Theo Adam (Großer Stern), Peter Schreier (Großer Stern), Wolfgang Junker (Großer Stern), Arthur Ploog (Gold), Leonard Bernstein (Großer Stern) |

## Rangfolge der staatlichen Auszeichnungen der DDR (Ausschnitt)
Für das Tragen von Auszeichnungen galt eine per Verordnung im Gesetzblatt der DDR festgelegte Rangfolge, in der sich auch die Wertigkeit der jeweiligen Ehrung widerspiegelte. An der der linken oberen Brustseite waren in folgender Reihenfolge zu tragen:
1. Medaille zum Ehrentitel  Held der DDR
2. Karl-Marx-Orden
3. Medaille zum Ehrentitel  Held der Arbeit
4. Stern der Völkerfreundschaft
5. Vaterländischer Verdienstorden
6. Banner der Arbeit
7. Scharnhorst-Orden
8. Blücher-Orden
9. Kampforden „Für Verdienste um Volk und Vaterland“